# Almonacid de la Cuba
Almonacid de la Cuba ist eine nordspanische Gemeinde (municipio) mit 233 Einwohnern (Stand: 2024) in der Provinz Saragossa in der Autonomen Gemeinschaft Aragón.

## Lage
Almonacid de la Cuba liegt etwa 50 Kilometer (Fahrtstrecke) südsüdöstlich von Saragossa.

## Bevölkerungsentwicklung
| Jahr      | 1960 | 1970 | 1981 | 1991 | 2001 | 2011 | 2021 |
| Einwohner | 594  | 496  | 407  | 381  | 337  | 270  | 234  |

## Sehenswürdigkeiten
- römischer Damm aus dem 1. Jahrhundert
- Marienkirche (Iglesia de Santa María la Mayor)
- Kapelle Las Nieves
- Kapelle Los Dolores
- Georgskapelle

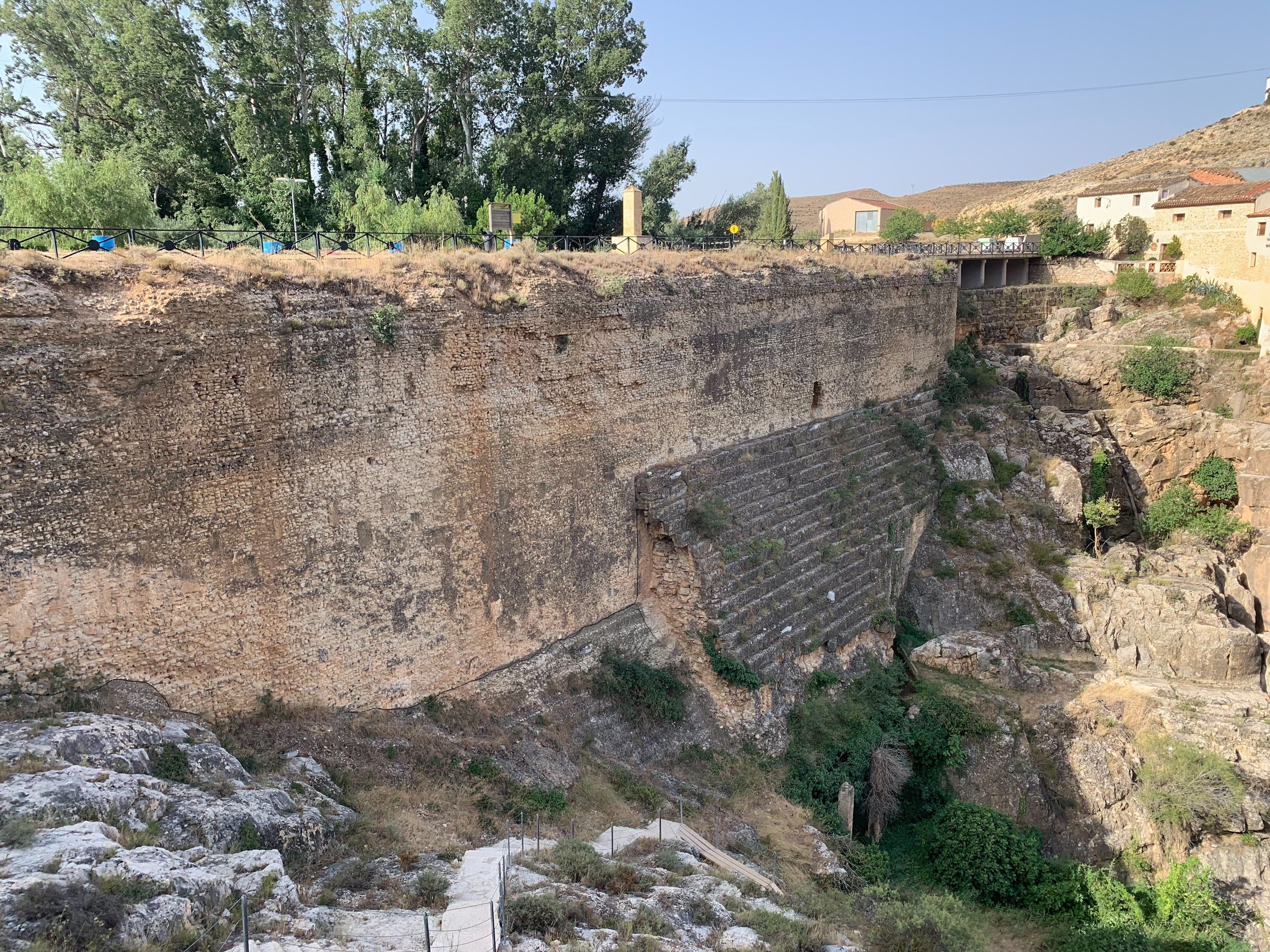
Römischer Staudamm
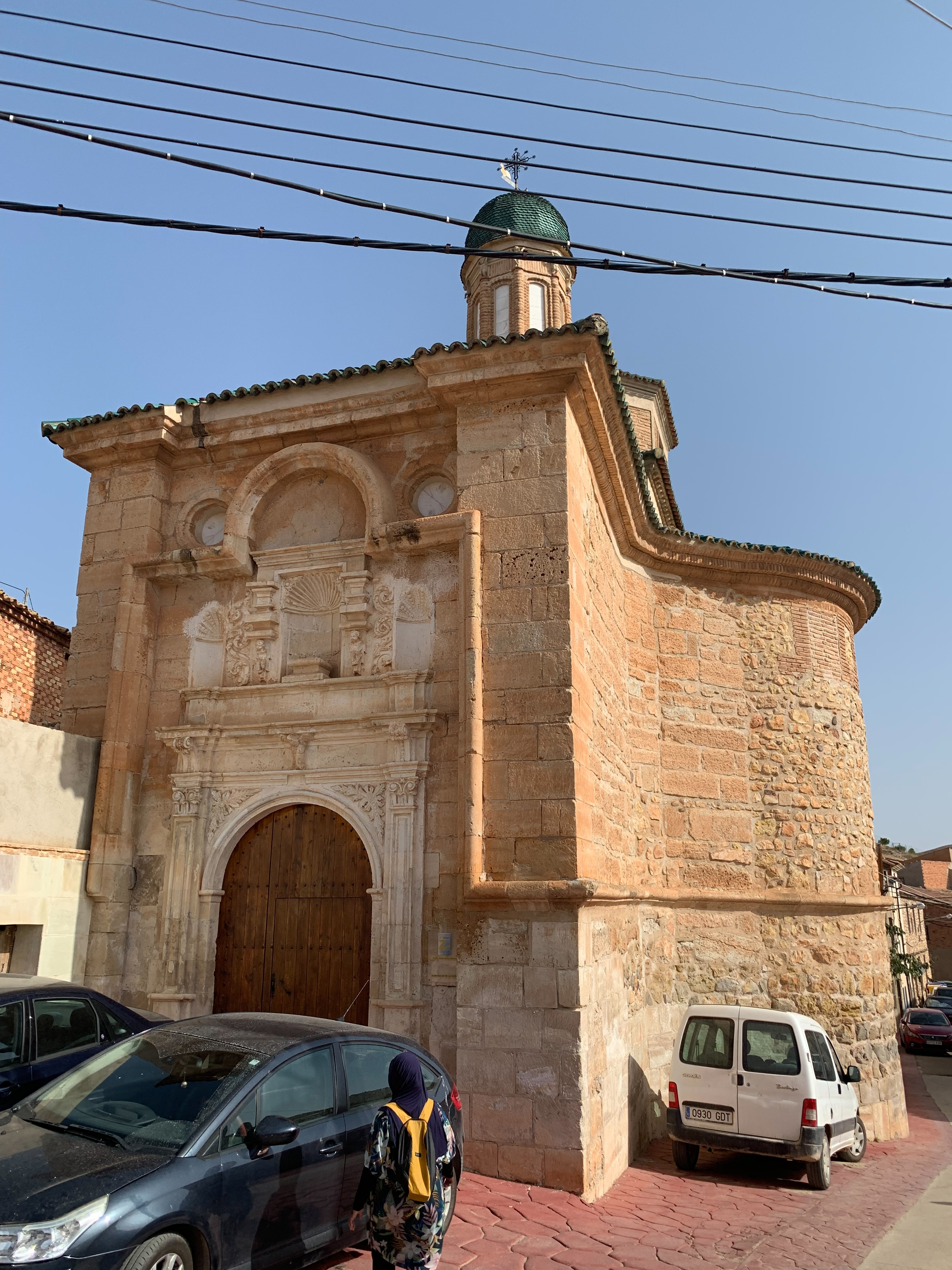
Kapelle